# Javier Santoma
Javier Santomá Juncadella – hiszpański profesor ekonomii. Wykładowca IESE Business School. 

## Życiorys
Ukończył studia licencjackie na wydziale Uniwersytetu w Barcelonie Barcelona i licencjat z ekonomii na Autonomicznym Uniwersytecie w Barcelonie. Uzyskał doktorat z zarządzania i ekonomii na Wharton School (University of Pennsylvania). Jego macierzystą uczelnią jest IESE Business School, na której jako profesor zwyczajny wykłada finansowość. Współpracuje on z wieloma ośrodkami uniwersyteckimi na świecie.. 
Od 2002 roku odwiedza cyklicznie Polskę w ramach zajęć AMP Warsaw
Profesor Javier Santomá napisał wiele książek, artykułów i publikacji o ekonomii.

## Linkowania zewnętrzne
- Javier Santomá - biogram - iese.edu